# Synthèse de vues
 (décembre 2023).
En infographie, la synthèse de vues, ou synthèse de nouvelles vues, est une tâche qui consiste à générer des images d'un sujet ou d'une scène spécifique à partir d'un point de vue spécifique, lorsque les seules informations disponibles sont des images prises depuis différents points de vue.
Une telle tâche n'a été abordée que récemment avec un réel succès, principalement grâce aux progrès de l'apprentissage automatique. 